# Fiul lui Dumnezeu

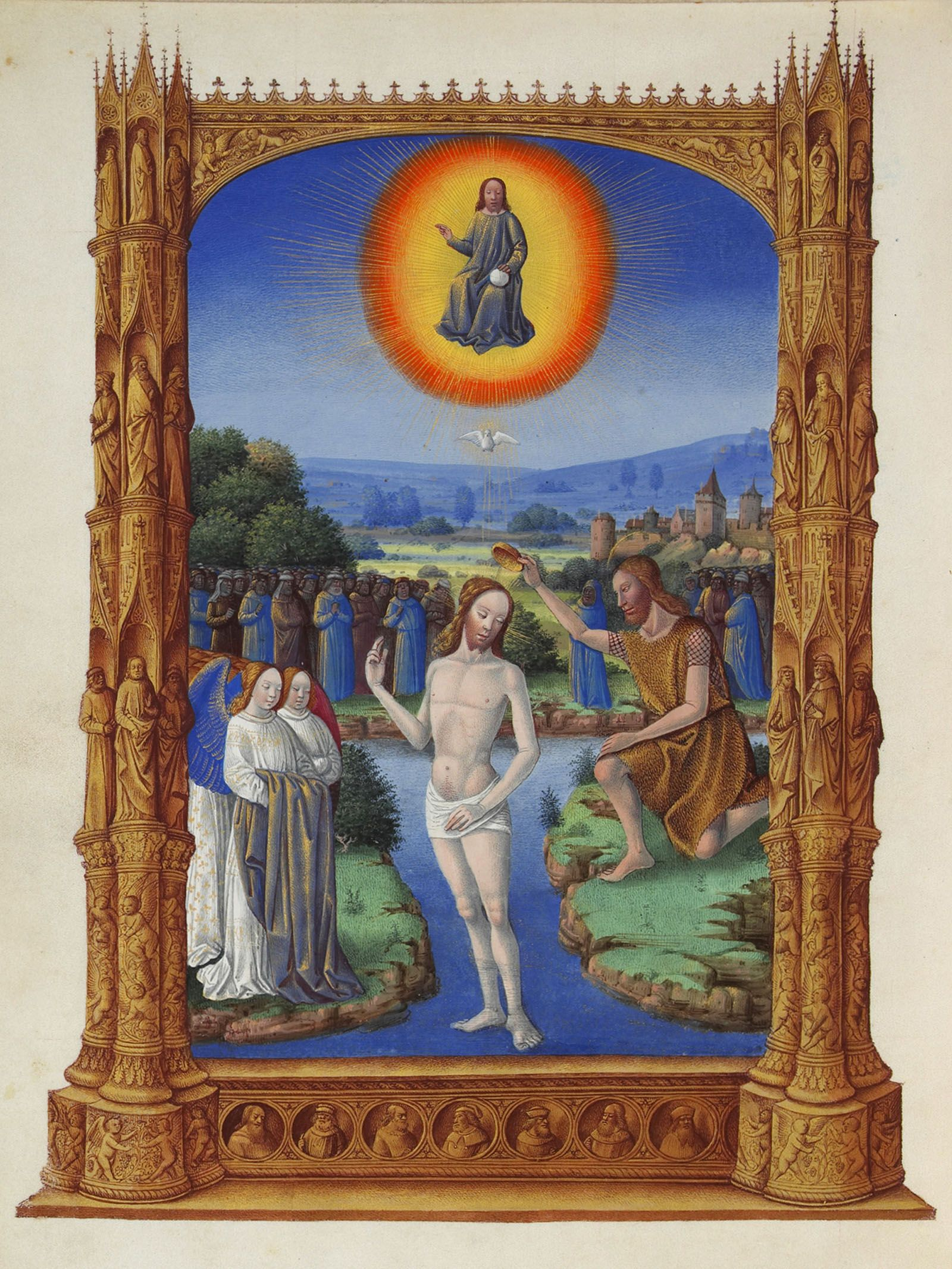
Miniatură din Les Très Riches Heures du Duc de Berry ce ilustrează Botezul lui Isus, în care Dumnezeu Tatăl îl proclamă pe Isus ca fiu al său.

Fiul lui Dumnezeu este o expresie care, conform confesiunii creștine, trinitariene în credință, se referă la relația dintre Iisus și Dumnezeu, în mod specific ca Dumnezeu Fiul. Pentru o minoritate creștină antitrinitariană termenul de Fiul lui Dumnezeu este acceptat, în timp ce Dumnezeu Fiul nu este o expresie acceptată.
Termenul de „fiu al lui Dumnezeu” este folosit uneori în Vechiul și Noul Testament ale Bibliei creștine pentru a face referire la persoanele care au avut relații speciale cu Dumnezeu. În Vechiul Testament, îngerii, oamenii drepți și evlavioși și regii Israelului sunt toți numiți „fii ai lui Dumnezeu”. În Noul Testament, Adam, și, mai ales, Isus Hristos sunt numiți „fiul lui Dumnezeu”, în timp ce adepții lui Isus sunt numiți „fii ai lui Dumnezeu”.
În Noul Testament, „Fiul lui Dumnezeu” este o expresie folosită cu referire la Isus în mai multe ocazii. Isus este declarat Fiul lui Dumnezeu în două ocazii separate printr-o voce care vorbește din ceruri și este descris explicit și implicit ca Fiul lui Dumnezeu atât de El însuși, cât și de diverse persoane care apar în Noul Testament. Atribuit lui Isus, acest termen este o referire la rolul său de Mesia, regele ales de Dumnezeu. Contextele și modalitățile în care titlul de Fiul lui Dumnezeu, atribuit lui Isus, înseamnă altceva sau ceva mai mult decât Mesia fac subiectul unor studii și dezbateri științifice care continuă și în prezent.
Termenul „Fiul lui Dumnezeu” nu trebuie confundat cu termenul „Dumnezeu Fiul” (în greacă Θεός ὁ υἱός), a doua persoană a Trinității în teologia creștină. Doctrina Sfintei Treimi îl identifică pe Isus ca Dumnezeu Fiul, de aceeași ființă (consubstanțial), dar distinct ca persoană, cu Dumnezeu Tatăl și Dumnezeu Duhul Sfânt (prima și cea de-a treia persoană ale Sfintei Treimi). Creștinii netrinitarieni acceptă menționarea lui Isus cu termenul „Fiul lui Dumnezeu”, care se regăsește în Noul Testament, dar nu cu termenul „Dumnezeu Fiul”, care nu se găsește în nicio parte a Bibliei.
De-a lungul istoriei, unii conducători (mai ales împărați) și-au asumat titluri precum fiul lui Dumnezeu, fiu al unui zeu sau fiul Cerului. Împăratul roman Augustus se autointitula fiu al divinului, făcând referire la tatăl său adoptiv zeificat, Iulius Cezar. Expresia latină era Divi filius și a fost folosită mai târziu și de Domițian, dar ea este diferită de expresia Fiul lui Dumnezeu, folosită în Noul Testament.

## Conducători și titluri imperiale
De-a lungul istoriei, mai mulți conducătorii militari și politici începând cu împărații chinezi din dinastia Zhou occidentală (c. 1000 î.Hr.) și continuând cu Alexandru cel Mare (c. 360 î.Hr.) până la împăratul Japoniei (c. 600 d.Hr.) și-au asumat titluri care reflectau o relație filială cu diferite zeități.
Titlul „Fiul Cerului”, ortografiat 天子 (termen format din 天 care înseamnă cer / rai / zeu și 子 care înseamnă copil) a fost folosit pentru prima dată în dinastia Zhou occidentală (c. 1000 î.Hr.). Este menționat în cartea de cântece Shijing și reflecta credința Zhou că, în calitate de Fiu al Cerului (și ca trimis al acestuia), împăratul Chinei era responsabil pentru bunăstarea întregii lumi prin mandatul ceresc. Acest titlu poate fi, de asemenea, tradus ca „Fiul zeului”, având în vedere că cuvântul Ten sau Tien poate însemna în chineză atât cer, cât și zeu. Împăratul Japoniei a fost numit, de asemenea, Fiul Cerului (天子 tenshi) de la începutul secolului al VII-lea.
În rândul popoarelor Stepei Altaice au fost folosite pe scară largă titlurile „Fiul Zeului” și „Fiul Cerului”; astfel, de exemplu, conducătorul din secolul al III-lea î.Hr. a fost numit Chanyü, iar titluri similare au fost folosite în secolul al XIII-lea de Ginghis Han.
Exemple de regi care au fost considerați fii ai zeilor se găsesc în Orientul Antic. În special Egiptul a dezvoltat o tradiție de lungă durată în acest sens. Faraonii egipteni erau cunoscuți ca fiind fiul unui anumit zeu, iar menționarea originii lor conținea în unele cazuri detalii sexuale explicite. Faraonii egipteni nu aveau același rang cu părinții lor divini, ci mai degrabă erau subordonați.:36 Cu toate acestea, în primele patru dinastii, faraonul era considerat a fi întruchiparea unui zeu. Astfel, Egiptul a fost condus ca o teocrație directă, în care „zeul însuși este recunoscut ca șef al statului”. În perioada amarniană Akhenaton a redus rolul faraonului la unul de coregent, instituind un regim în care Zeul și Faraonul conduceau ca tată și fiu. Akhenaton a preluat și rolul de preot al zeului, interzicând venerarea zeilor tradiționali. Mai târziu, Egiptul a adoptat varianta evreiască a teocrației în timpul domniei lui Herihor. El a preluat rolul de conducător, considerându-se mai degrabă rege și mare preot decât zeu.
Regii evrei erau cunoscuți, de asemenea, ca fiind „fiii Domnului”.:150 Varianta evreiască de teocrație poate fi imaginată ca o teocrație reprezentativă, în care regele este văzut ca reprezentantul lui Dumnezeu pe pământ. Astfel, regii evrei aveau o legătură directă mai redusă cu Dumnezeu decât faraonii cu zeii lor. Spre deosebire de faraoni, regii evrei au fost rareori preoți și nici nu erau venerați direct în rugăciuni. Mai degrabă, rugăciunile cu privire la rege erau adresate direct lui Dumnezeu.:36–38 Filozoful evreu Philon este cunoscut că l-a asemănat mai degrabă pe Dumnezeu cu un rege suprem decât pe regii evrei cu zei.
Potrivit Bibliei, mai mulți regi ai Damascului au luat titlul de fiu al lui Hadad. O stelă ridicată de Bar-Rakib pentru tatăl său, Panammuwa al II-lea, conține un text similar. Fiul lui Panammuwa al II-lea, care a fost rege al Regatului Sam'al, s-a referit la el însuși ca fiu al lui Rakib.:26–27 Rakib-El este un zeu care apare în inscripțiile feniciene și aramaice. Panammuwa al II-lea a murit pe neașteptate în timp ce se afla în Damasc. Cu toate acestea, fiul său, regele Bar-Rakib nu era originar din Damasc; nu se știe dacă alți conducători ai Regatului Sam'al au folosit titluri similare care să indice o descendență divină.
În mitologia greacă, Heracles (fiul lui Zeus) și mulți alți oameni au fost considerați fii ai zeilor, prin nașterea lor în urma unor relații ale zeilor cu femeile muritoare. În jurul anului 360 î.Hr. Alexandru cel Mare ar fi susținut că era un semizeu prin folosirea titlului „Fiul lui Amon–Zeus”.

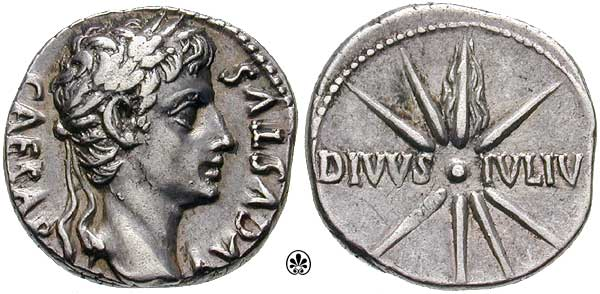
Un denar bătut în jurul anului 18 î.Hr. Avers: CAESAR AVGVSTVS; Revers: DIVVS IVLIV(S)

În 42 î.Hr. Iulius Cezar a fost zeificat în mod formal ca „divinul Iulius” (divus Iulius), după asasinarea lui. Fiul său adoptiv, Octavian (mai cunoscut sub numele de Augustus, titlu care i-a fost dat 15 ani mai târziu, în 27 î.Hr.), a devenit cunoscut atunci ca divi Iuli filius (fiul divinului Iulius) sau mai simplu divi filius (fiul divinului). Într-o mișcare îndrăzneață și fără precedent, Augustus s-a folosit de acest titlu pentru a promova în plan politic în cadrul celui de-al Doilea Triumvirat, învingându-i în cele din urmă pe toți rivalii pentru a obține puterea supremă în statul roman.
Cuvântul folosit pentru zeificatul Iulius Cezar a fost divus și nu cuvântul distinct deus . Astfel, Augustus s-a numit Divi filius și nu Dei filius. Linia de separație dintre un zeu și un om asemănător cu zeii era mai puțin clară pentru populație la acea vreme, iar Augustus pare să fi fost conștient de necesitatea păstrării ambiguității. Ca un mecanism pur semantic și pentru a menține ambiguitatea, curtea imperială a lui Augustus a susținut că orice cult al unui împărat venera mai degrabă poziția sa de împărat decât persoana sa. Cu toate acestea, această distincție semantică subtilă s-a pierdut în afara Romei, unde Augustus a început să fie venerat ca zeitate. Inscripția DF a ajuns astfel să fie folosită pentru Augustus cu un sens neclar în acea vreme. Asumarea titlului Divi filius de către Augustus a făcut parte dintr-o campanie mai largă de acumulare a unei puteri politice extinse. Reprezentările artistice oficiale ale lui Augustus realizate chiar spre sfârșitul vieții lui au continuat să-l înfățișeze ca un tânăr chipeș, sugerând că el, în mod miraculos, nu a îmbătrânit. Având în vedere că puțini oameni l-au văzut vreodată pe împărat, aceste reprezentări artistice au transmis un mesaj clar.
Mai târziu, Tiberius (împărat roman în perioada 14–37 d.Hr.) a fost acceptat ca fiu al lui divus Augustus, iar Hadrian ca fiu al lui divus Traian  Pe la sfârșitul secolului I împăratul Domițian a fost numit dominus et deus (adică stăpân și zeu).
În exteriorul Imperiului Roman, împăratul Kanishka I al Imperiului Kushan, care a domnit în secolul al II-lea, a folosit titlul devaputra care înseamnă „fiul lui Dumnezeu”.

## Iudaism

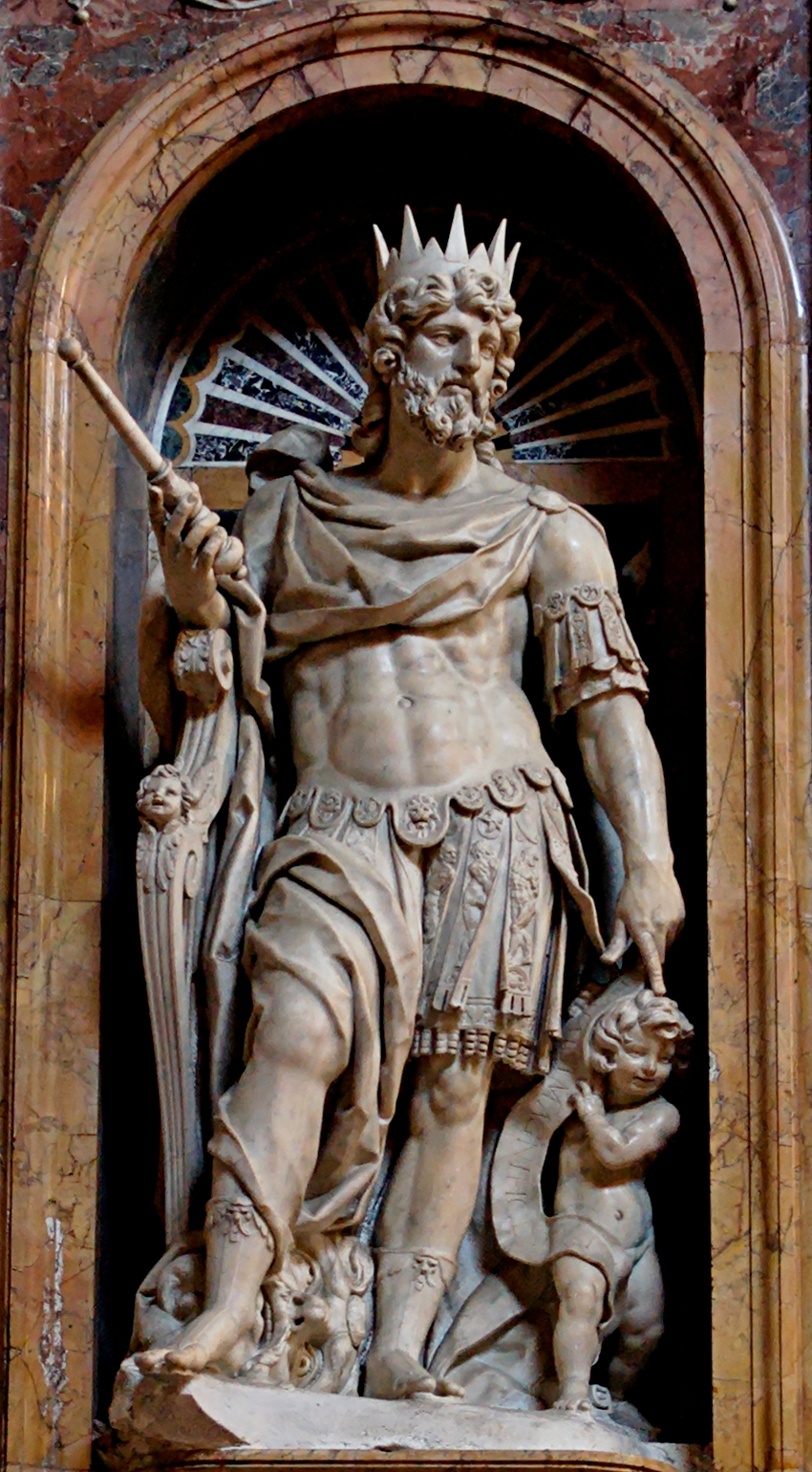
Statuia regelui David, realizată de Nicolas Cordier și amplasată în Capela Borghese din Basilica di Santa Maria Maggiore

Deși referințele la „fiii lui Dumnezeu”, „fiul lui Dumnezeu” și „fiul Domnului” se găsesc ocazional în literatura evreiască, ele nu se referă niciodată la o descendență fizică din Dumnezeu. Există două cazuri în care se fac referiri la regii iudei ca zei.:150 Regele este asemănat cu regele suprem Dumnezeu. Acești termeni sunt adesea folosiți în sensul general în care poporul evreu era menționat cu apelativul „copiii Domnului”.
Atunci când este folosit de rabini, termenul se referă la Israel sau la ființele umane în general și nu la Mesia evreilor. În iudaism, termenul mashiach are o utilizare și o semnificație extinsă și se poate referi la o gamă largă de oameni și obiecte, care nu au neapărat legătură cu escatologia iudaică.

### Revelația lui Gabriel
Revelația lui Gabriel, numită și Viziunea lui Gabriel sau Piatra Jeselsohn, este o tablă de piatră de un metru înălțime cu 87 de linii de text ebraic scris cu cerneală, care conține o colecție de profeții scurte scrise la persoana I și datate la sfârșitul secolului I î.Hr. Ea a fost descrisă ca „Manuscrisul de la Marea Moartă în piatră”.
Manuscrisul pare să se refere la o figură mesianică din tribul lui Ephraim care a învins răul în trei zile.:43–44 Mai apoi textul relatează povestea unui „prinț al prinților”, un conducător al Israelului, care a fost ucis de regele cel rău și neîngropat corespunzător.:44 Regele cel rău a fost învins în mod miraculos.:45 Aceasta pare să fie o referință biblică la Cartea lui Ieremia, cap. 31.:43 Alegerea tribului lui Ephraim ca origine a figurii mesianice descrise în text pare să se bazeze pe pasaje din cărțile biblice despre Ieremia, Zaharia și Osea. Acest conducător a fost menționat ca un fiu al lui Dumnezeu.:43–44, 48–49
Textul pare să se inspire dintr-o revoltă evreiască menționată de Iosephus și datată în jurul anului 4 î.Hr.:45–46 Pe baza datării sale, manuscrisul pare să se refere la Simon din Peraea, unul dintre cei trei conducători ai acestei revolte.:47

### Manuscrisele de la Marea Moartă
Unele versiuni ale Deuteronomului din Manuscrisele de la Marea Moartă se referă mai degrabă la fiii lui Dumnezeu decât la fiii lui Israel, probabil cu referire la îngeri. Septuaginta conține referiri similare.:147
Manuscrisul 4Q174 este un text în stilul Midrașului în care Dumnezeu se referă la Mesia davidic ca fiul său.
Manuscrisul 4Q246 se referă la o persoană care va fi numită fiul lui Dumnezeu și fiul Celui Preaînalt. Există discuții dacă această persoană reprezintă un Mesia rege, un viitor rege tribal sau altceva.
În manuscrisul 11Q13 Melchisedec, care în Biblie era regele Salemului, este menționat ca un judecător divin și comandant al îngerilor lui Dumnezeu. Cel puțin unele persoane din comunitatea Qumran păreau să creadă că la sfârșitul vremurilor Melchisedec va domni ca rege al lor. Acest pasaj este inspirat din Psalmul 82.

### Texte pseudopigrafe
Atât în Iosif și Asenath, cât și în textul înrudit Povestea lui Asenath, există o referire la Iosif ca fiul lui Dumnezeu.:158–159 În Rugăciunea lui Iosif, atât Iacob, cât și îngerul sunt menționați ca îngeri și fii ai lui Dumnezeu.:157

### Talmud
Acest stil de numire este folosit și pentru unii rabini din Talmud.:158

## Creștinism
În creștinism, titlul „Fiul lui Dumnezeu” se referă la statutul lui Isus ca fiu divin al lui Dumnezeu Tatăl. Ea derivă din mai multe utilizări în Noul Testament și în teologia creștină timpurie. Într-unul dintre primele tratate teologice creștine, Dialogul cu Trifon, Iustin Martirul și Filozoful îl numește pe Hristos "Dumnezeu, fiu al unicului, nenăscutului și inefabilului Dumnezeu".
După creștini, Iisus este Mesia și fiul lui Dumnezeu, care a adus mântuire umanității prin moartea și învierea sa. Anumiți cercetători, cum ar fi N. T. Wright (episcop de Durham) și Luke Timothy Johnson, apără istoricitatea viziunii tradiționale asupra lui Iisus ca Fiul lui Dumnezeu care a murit pentru păcatele noastre. Ei cer ca cercetătorii să fie mai atenți cu ceea ce afirmă că ei cunosc despre antichitate și nu văd o problemă în a accepta relatările tradiționale despre evenimente miraculoase, cum ar fi Învierea lui Iisus, care nu pot fi nici confirmate și nici respinse de metoda istorică.

## Islam
În islamism, Isus este cunoscut ca Īsā ibn Maryam (în arabă عيسى بن مريم, în traducere „Isus, fiul Mariei”) și este considerat a fi un profet și mesager al lui Dumnezeu (Allah) și al-Masih, termenul arabic pentru Mesia (Cristos), trimis să-i îndrume pe copiii lui Israel (banī isrā'īl în arabă) printr-o nouă revelație, al-Injīl (termenul arabic pentru „evanghelie”).
Islamismul respinge orice rudenie între Dumnezeu și orice altă ființă, inclusiv existența unui fiu. Este respinsă, prin urmare, teoria că Isus ar fi fost fiul născut al lui Dumnezeu (Allah) sau „parte” a lui Dumnezeu (Allah). Religia islamică susține la fel ca și creștinismul, că Isus nu a avut un tată pământesc și că s-ar fi născut datorită poruncii date de Dumnezeu (Allah): „fii”. Dumnezeu (Allah) i-ar fi poruncit îngerului Jibrīl (Gavriil) să „sufle” sufletul lui Isus în Maria, astfel ca ea să dea naștere lui Isus. Învățații islamici discută dacă titlul de Fiul lui Dumnezeu i s-ar putea aplica lui Isus într-un sens adoptiv și nu generativ, la fel cum Avraam (Ibrahim) a fost considerat un prieten al lui Dumnezeu.

## Credința Bahá'í
În scrierile religiei bahaiste, termenul „Fiul lui Dumnezeu” îi este atribuit lui Isus, dar nu indică o relație fizică propriu-zisă între Isus și Dumnezeu, ci este una simbolică și este folosită pentru a indica relație spirituală foarte puternică între Isus și Dumnezeu și sursa autorității sale. Shoghi Effendi, conducătorul cultului Bahá'í în prima jumătate a secolului al XX-lea, a remarcat, de asemenea, că termenul nu indică faptul că starea lui Isus este superioară cea a altor profeți și mesageri care sunt manifestări ale lui Dumnezeu, printre care Buddha, Mahomed și Baha'u'llah. El constată că, din moment ce toate manifestările lui Dumnezeu au aceeași relație apropiată cu Dumnezeu și reflectă aceeași lumină, termenul „Fiul lui Dumnezeu” poate fi atribuibilă, într-un sens, tuturor acestor manifestări.

## Vezi și
- I.N.R.I.